# Mario Saladino
Mario Saladino (* 14. Januar 1944 in Buenos Aires) ist ein argentinischer Tangosänger.

## Leben
Saladino begann seine Laufbahn als Solosänger, bevor er sich dem Orchester von Osvaldo Ferri anschloss. Seine erste LP nahm er mit Enrique Alessio auf, eine weitere mit Julio Dávila. Auf Ben Molars Album Los 14 de Julio De Caro sang er den Tango Si preguntan por mí. Im Fernsehen hatte er u. a. Auftritte in den Programmen Grandes valores del tango, Brizuela Méndez’ Feria fiesta de la música, Cambalache, Buenas noches tango, Sábados de la bondad (mit Héctor Coire), Tango del Millón, Tango Club und Solo tango. Er tourte durch Argentinien, Uruguay, Brasilien und die USA und nahm neben Frank Sinatra, Libertad Lamarque und anderen an einem Benefizkonzert in Chicago für die Opfer des Erdbebens von Mexiko 1985 teil.
Im Theater La Campana in Mar del Plata trat er mit Aníbal Troilo und Edmundo Rivero auf. Auftritte hatte er auch in den namhaften Tangolokalen von Buenos Aires wie dem Rincón de los artistas, dem Vos Tango, dem Michelángelo, der Casa blanca, der Casa rosada, im Tango Star, El Mangrullo, Lo de Hansen", ", La peña de Enrique Lear, Taconeando, La Cumparsita und im Caribia in Mar del Plata.